# Ampallang
Een ampallang is een genitale piercing in de penis van de man, die horizontaal door de eikel gaat. Vaak gaat de piercing ook door de urinebuis. De verticale versie van de ampallang is de apadravya; wanneer iemand beide genitale piercings heeft wordt dit een "magisch kruis" (magic cross) genoemd. De piercing kan geplaatst worden in penissen met of zonder circumcisie.

## Geschiedenis en cultuur

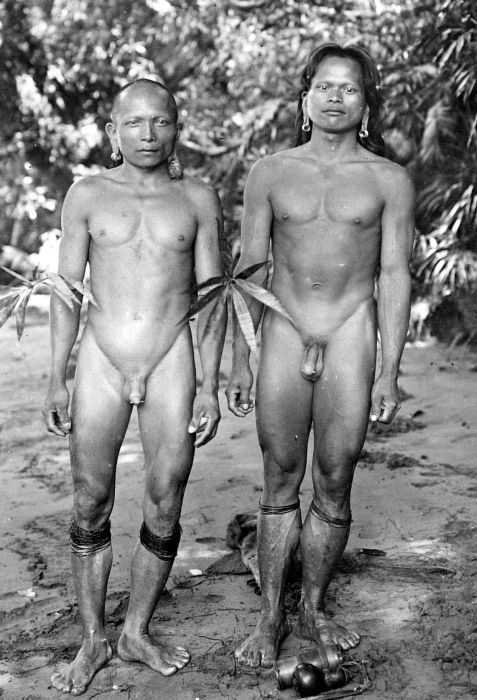
Twee Kenyah-Dajaks met een penis-staafje.

De ampallang heeft een voorgeschiedenis in onder andere Filipijnse en Borneo (Dajaks) stammen. In sommige stammen is deze piercing een voorwaarde om te trouwen, omdat deze volgens het volksgeloof sodomie zou voorkomen. 
In de huidige (westerse) cultuur verkreeg de ampallang populariteit in de homo- en bdsm-wereld die voorafging aan de populaire piercingindustrie van de jaren tachtig en negentig vorige eeuw.

## Sieraad
De piercing wordt in het begin meestal gezet met een staafje van 1,6 tot 2 mm dikte. Daarna is het mogelijk de piercing verder te stretchen tot grotere diameters (3 tot 10 mm). Een dikker staafje is vaak aangenamer omdat het bij beweging ervan minder in de omliggende weefsels 'snijdt'. De lengte van het staafje dient groot genoeg te zijn om de zwelling van de eikel toe te laten tijdens een erectie. Dit is meestal tussen 28 en 35 mm.